# Katanosine
| Katanosine                 |                                  |                                  |
| Name                       | Katanosin A                      | Katanosin B                      |
| Strukturformel             |                                  |                                  |
| Andere Namen               |                                  | Lysobactin                       |
| CAS-Nummer                 | 116103-86-7                      | 116340-02-4                      |
| PubChem                    | 3082767                          | 11693839                         |
| Summenformel               | C57H95N15O17                     | C58H97N15O17                     |
| Molare Masse               | 1262,48 g·mol−1                  | 1276,51 g·mol−1                  |
| Aggregatzustand            | fest                             | fest                             |
| GHS- Kennzeichnung         | \| keine Einstufung verfügbar \| | \| keine Einstufung verfügbar \| |
| H- und P-Sätze             | siehe oben                       | siehe oben                       |
| H- und P-Sätze             | siehe oben                       |                                  |
| keine Einstufung verfügbar |                                  |                                  |

Als Katanosine bezeichnet man eine Gruppe von Antibiotika (auch Lysobactin-Antibiotika genannt). Diese sind Naturstoffe mit starker antibakterieller Wirkung. Bisher wurden das Katanosin A und das Katanosin B (Lysobactin) beschrieben.

## Vorkommen
Katanosine werden aus dem Fermentationsmedium von Mikroorganismen gewonnen. So wurde die biotechnologische Gewinnung aus Cytophaga und aus dem Gram-negativen Bakterium Lysobacter sp. in Japan und in den USA berichtet.

## Struktur
Die Katanosine haben einen zyklischen Teil und einen linearen Schwanz. Katanosin A und B unterscheiden sich an der Aminosäureposition 7. Der Nebenmetabolit Katanosin A trägt hier ein Valin, der Hauptmetabolit Katanosin B ein Isoleucin.
Da die Aminosäuren nicht nur über Amidbindungen, sondern auch über Esterbindungen verbunden sind, handelt es sich um Depsipeptide. Die Katanosine sind keine regulären Peptide des Primärstoffwechsels, vielmehr sind sie sogenannte nicht-ribosomale Peptide aus dem bakteriellen Sekundärstoffwechsel, wodurch der Einbau ungewöhnlicher, nicht-proteinogener Aminosäuren möglich ist. So finden sich in den Katanosinen die Aminosäuren 3-Hydroxyleucin, Phenylserin, 3-Hydroxyasparaginsäure und Allothreonin.

## Biologische Wirkung
Die Katanosine verhindern den korrekten Aufbau der Zellwand von gram-positiven Bakterien, indem sie den Einbau des Vorläufers N-Acetylglucosamin in Peptidoglycane inhibieren. Dadurch weisen sie eine starke antibakterielle Wirkung gegen verschiedene Pathogene auf, darunter gegen Staphylokokken und Enterokokken. Unter anderem wirken sie auch gegen solche Bakterien, die gegen Vancomycin resistent sind.

## Chemische Synthese
2007 wurden die beiden ersten Synthesen von Katanosin B (Lysobactin) beschrieben.